# Rick Majerus
Rick Majerus (* 17. Februar 1948 in Sheboygan, Wisconsin; † 1. Dezember 2012 in Los Angeles, Kalifornien) war ein amerikanischer Basketballtrainer. Er fungierte zwischen 1987 und 2012 als Cheftrainer an der Marquette University, der Ball State University, der University of Utah und der Saint Louis University. Mit den Runnin' Utes der University of Utah erreichte er in 15 Spielzeiten elfmal die Teilnahme an der NCAA Division I Basketball Championship, darunter 1998 das Meisterschaftsfinale. Darüber hinaus gewann er in der Mid-American Conference, der Western Athletic Conference und der Mountain West Conference insgesamt elf Conference-Meisterschaften. Die Nachrichtenagentur UPI und die Zeitschrift Basketball Times wählten ihn 1991 zum National Coach of the Year.

## Leben
Rick Majerus wurde 1948 in Sheboygan im US-Bundesstaat Wisconsin geboren und schloss 1970 ein Studium der Geschichte an der Marquette University ab. Danach war er an der Hochschule von 1971 bis 1983 als Assistenztrainer und von 1983 bis 1986 als Cheftrainer der Basketballmannschaft der Marquette Golden Eagles tätig. Anschließend fungierte er in den Jahren 1986/1987 als Assistenztrainer der Milwaukee Bucks in der NBA, bevor er von 1987 bis 1989 als Cheftrainer die Basketballmannschaft der Ball State University übernahm.
Von dort wechselte er an die University of Utah und wirkte dort ab 1989 bis zu seinem Rücktritt aus gesundheitlichen Gründen im Januar 2004 als Cheftrainer der Runnin' Utes. Zu seinen Spielern während dieser Zeit zählten unter anderem Keith Van Horn und Andre Miller. Im Dezember 2004 unterzeichnete er zunächst an der University of Southern California einen Vertrag als Cheftrainer der USC Trojans. Bereits fünf Tage später trat er jedoch, erneut unter Angabe gesundheitlicher Gründe, von dieser Verpflichtung zurück. Anschließend wirkte er bis 2007 als Kommentator für den Sportsender ESPN, bevor er im selben Jahr die Position des Cheftrainers an der Saint Louis University übernahm. Ein Jahr vor dem Ende seines Vertrages zog er sich im August 2012 aufgrund gesundheitlicher Probleme von dieser Funktion zurück.
Rick Majerus war ab 1987 verheiratet, wurde jedoch zwei Jahre später geschieden, und hatte keine Kinder. Im Dezember 2012 starb er in einem Krankenhaus in Los Angeles, auf eine Herztransplantation wartend, infolge einer langjährigen Herzerkrankung.

## Sportliche Erfolge
Rick Majerus war als Assistenztrainer des Basketballteams der Marquette University in der Saison 1976/1977 am Gewinn der nationalen  Meisterschaft der NCAA beteiligt und nahm als Cheftrainer mit den Marquette Golden Eagles dreimal am National Invitation Tournament (NIT) teil. Mit der Mannschaft der Ball State University gewann er im Jahr 1989 die Meisterschaft der Mid-American Conference, darüber hinaus erreichte das Team im gleichen Jahr die zweite Runde der NCAA-Landesmeisterschaft.
In den 15 Jahren seines Wirkens an der University of Utah errangen die Runnin' Utes in der Western Athletic Conference und in der Mountain West Conference insgesamt zehn Conference-Meistertitel. Das Team nahm darüber hinaus elfmal an der Landesmeisterschaft teil und erreichte 1991 und 1996 die Runde der letzten 16 Mannschaften (Sweet Sixteen), 1997 die Runde der besten acht Mannschaften (Elite Eight) und 1998 das Finale, das die Mannschaft jedoch gegen die Kentucky Wildcats von der University of Kentucky verlor. 1992 belegte die Mannschaft außerdem den dritten Platz im NIT.
Rick Majerus wurde während dieser Zeit fünfmal zum Trainer des Jahres in der Western Athletic Conference sowie 1991 von der Nachrichtenagentur United Press International und der Zeitschrift Basketball Times zum National Coach of the Year ernannt. Darüber hinaus gewann er während dieser Zeit bei der Basketball-Weltmeisterschaft 1994 als Assistenztrainer der amerikanischen Nationalmannschaft unter Don Nelson die Goldmedaille.
Mit dem Team der Saint Louis University erreichte er im Jahr 2012 die dritte Runde der Landesmeisterschaft. Insgesamt gewann Rick Majerus während seiner Trainerlaufbahn 517 Spiele bei 215 Niederlagen. In 25 Jahren als Basketball-Cheftrainer an vier verschiedenen Hochschulen hatte er lediglich eine Saison mit negativer Bilanz.

## Weiterführende Veröffentlichungen
- Gene Wojciechowski, Rick Majerus: My Life On a Napkin: Pillow Mints, Playground Dreams and Coaching the Runnin' Utes. Hyperion, New York 2000, ISBN 0-7868-8445-2 (Autobiografie)